# マティアス・ブラウネーダー
マティアス・ブラウネーダー（Matthias Braunöder, 2002年3月27日 - ）は、オーストリア・ブルゲンラント州アイゼンシュタット出身のサッカー選手。セリエA・コモ1907所属。ポジションはMF。

## クラブ経歴

### FKアウストリア・ウィーン
2011年にFKアウストリア・ウィーンのユースアカデミーに入団。2019年6月2日にプロ契約を締結。以降はチームIIでプレー。2020-21シーズン途中にトップチームに昇格。2021年1月25日のFCアドミラ・ヴァッカー・メードリング戦で、試合終了間際に起用され、プロデビュー。翌2021-22シーズン以降先発に定着した。

### コモ1907
2024年1月25日、同年6月までのコモ1907への買取りオプション付きのローン移籍が発表。加入後即先発で起用され、13試合1ゴールを記録。チームは2023-24シーズンセリエB2位に入り、2002-03シーズン以来のセリエA復帰。シーズン終了後の6月14日には完全移籍が決まり、2027年までの契約を結んだ。

## 代表経歴
2017年より、各ユース世代のオーストリア代表に招集されている。